# أوليفييه آدم
أوليفييه آدم (بالفرنسية: Olivier Adam) كاتب فرنسي ولد في 12 يوليو 1974 بدرافاي.

## أعماله
- 2000: Je vais bien, ne t'en fais pas[الفرنسية]
- 2001: À l'Ouest
- 2002: Poids léger
- 2004: Douanes
- 2004: Passer l'hiver
- 2004: Sous la pluie
- 2005: Falaises
- 2007: À l'abri de rien[الفرنسية]
- 2009: Des vents contraires[الفرنسية]
- 2010: Le Cœur régulier[الفرنسية]
- 2010: Kyoto Limited Express
- 2012: Les Lisières

### أعماله للشباب
- 2000: On ira voir la mer
- 2003: La Messe anniversaire
- 2004: Sous la pluie
- 2005: Comme les doigts de la main
- 2005: Le jour où j'ai cassé le château de Chambord[الفرنسية]
- 2006: La Cinquième saison
- 2009: Ni vu ni connu[الفرنسية]
- 2010: Les Boulzoreilles
- 2010: Un océan dans la baignoire
- 2011: Personne ne bouge
- 2011: Achile et la rivière

## روابط خارجية
- أوليفييه آدم على موقع IMDb (الإنجليزية)
- أوليفييه آدم على موقع ألو سيني (الفرنسية)
- أوليفييه آدم على موقع أول موفي (الإنجليزية)
- أوليفييه آدم على موقع قاعدة بيانات الأفلام السويدية (السويدية)
- أوليفييه آدم على موقع ديسكوغز (الإنجليزية)
- أوليفييه آدم على موقع ديسكوغز (الإنجليزية)
- أوليفييه آدم على موقع قاعدة بيانات الفيلم (الإنجليزية)
- أوليفييه آدم على موقع كينوبويسك (الروسية)